# O'Neill (Nebraska)
O'Neill er en amerikansk by og administrativt centrum for det amerikanske county Holt County i staten Nebraska. I 2000 havde byen et indbyggertal på 3.733.
42°27′39″N 98°38′49″V / 42.4608°N 98.6469°V